# Wei Yi-ching
Wei Yi-ching (* 5. Juli 1998) ist ein taiwanischer Sprinter, der sich auf den 100-Meter-Lauf spezialisiert.

## Sportliche Laufbahn
Erste internationale Erfahrungen sammelte Wei Yi-ching bei den Asienmeisterschaften 2017 in Bhubaneswar, bei denen er mit der taiwanischen 4-mal-100-Meter-Staffel mit 39,40 s im Finale den siebten Platz belegte. Daraufhin nahm er an der Sommer-Universiade in Taipeh teil und gewann dort mit der Staffel in 39,06 s die Bronzemedaille hinter den Teams aus Japan und den Vereinigten Staaten. Im Jahr darauf nahm er erstmals an den Asienspielen in Jakarta teil belegte mit der taiwanischen Stafette Rang vier. 2019 gewann er bei den Asienmeisterschaften in Doha in 39,18 s die Silbermedaille hinter der Mannschaft aus Thailand. Anschließend belegte er bei den Studentenweltspielen in Neapel mit der Staffel in 39,78 s den vierten Platz.

## Persönliche Bestzeiten
- 100 Meter: 10,45 s (+0,2 m/s), 15. Juni 2018 in Hiratsuka